# Bo Heiden
Bowman John Heiden (* 7. August 1967) ist ein ehemaliger US-amerikanisch-schwedischer Basketballspieler.

## Werdegang
Heiden spielte als Schüler an der Martinsburg High School im US-Bundesstaat West Virginia. Von der 1985 bis 1989 gehörte der 2,04 Meter große Flügelspieler der Hochschulmannschaft der Bucknell University an. Er brachte es für Bucknell auf insgesamt 114 Einsätze (8,7 Punkte, 5,2 Rebounds/Spiel). Seine besten Werte innerhalb einer NCAA-Saison verbuchte Heiden im Spieljahr 1988/89 mit 11,9 Punkten und 6,8 Rebounds je Einsatz.
Von 1993 bis 1995 stand er bei KFUM Jämtland Basket in Schweden unter Vertrag. Dort spielte er unter Trainer John Dieckelman und wurde im Nachhinein als einer der besten US-Amerikaner bezeichnet, die jemals die Farben der Mannschaft trugen. Heiden zeichneten insbesondere sein guter Wurf und sein Spielverständnis aus. Anschließend spielte er im selben Land für Kvarnby Basket.
Heiden nahm im Laufe seiner Karriere die schwedische Staatsbürgerschaft an. Mit Plannja Basket wurde er 1999 schwedischer Meister, zur Saison 1999/2000 wechselte Heiden zu Telindus Oostende nach Belgien. Wie zuvor mit Plannja (Saporta-Cup) sammelte er auch mit Oostende (Korać-Cup) Europapokal-Erfahrung.
Der deutsche Bundesligist SSV Ratiopharm Ulm verpflichtete Heiden in der Sommerpause 2000. Er trug die Ulmer Farben in sieben Bundesliga-Spielen und kam auf Mittelwerte von 5,7 Punkten und 2,1 Rebounds je Begegnung. Heiden bestritt in der Saison 2000/01 auch vier Spiele für den spanischen Zweitligisten Badajoz Caja Rural und ging dann zu Plannja Basket zurück. Im Dezember 2001 zog er sich als Spieler aus dem Leistungsbereich zurück. 2003/04 bestritt Heiden noch einmal acht Spiele für den Erstligisten Gothia Basket.
Beruflich wurde Heiden in Schweden unter anderem als Leiter von Industrie- und Forschungsprojekten tätig. Er wurde Direktor eines schwedisch-norwegischen Forschungsverbands zum Thema Unternehmensentwicklung auf wissenschaftlicher Grundlage und war an der Entwicklung von Ausbildungsprogrammen beteiligt. Des Weiteren wurde er in Göteborg an einer Wirtschaftshochschule tätig und übernahm dort die Leitung eines fächerübergreifenden Studiengangs.